# Asteroide troyano de Neptuno

Los troyanos de L4 de Neptuno con los plutinos como referencia.

Los asteroides troyanos de Neptuno son cuerpos en órbita alrededor del Sol que orbitan cerca de uno de los puntos lagrangianos estables de Neptuno. Por lo tanto, tienen aproximadamente el mismo período orbital que Neptuno y siguen aproximadamente su mismo camino orbital. Actualmente se conocen diecisiete troyanos de Neptuno, de los cuales trece orbitan cerca del punto lagrangiano Sol-Neptuno L4 (60° delante de Neptuno) y cuatro orbitan cerca del punto lagrangiano Sol-Neptuno L5 (60° detrás de Neptuno). Los troyanos de Neptuno son llamados 'troyanos' por analogía con los asteroides troyanos de Júpiter.
El descubrimiento de 2005 TN53 en una órbita de alta inclinación (> 25°) fue significativo, ya que sugirió una "gruesa" nube de troyanos (Júpiter tiene troyanos con órbitas con inclinaciones de hasta 40°), lo cual es indicativo de la captura por congelación del movimiento en lugar de la formación in situ por colisión. Se sospecha que los troyanos de Neptuno "grandes" (radio ≈ 100 km) podrían superar proporcionalmente al número de troyanos "grandes" de Júpiter.
En 2010, se anunció el descubrimiento del primer troyano de Neptuno situado en L5, 2008 LC18. La región alrededor del punto de Lagrange L5 de Neptuno es actualmente muy difícil de observar porque se encuentra a lo largo de la visual que lleva hacia el centro de la Vía Láctea, una zona del cielo llena de estrellas.
En 2014, la nave espacial New Horizons atravesó la región del espacio próxima al punto de Lagrange L5 de Neptuno en su camino a Plutón, por lo que en principio, habría sido posible investigar el asteroide 2011 HM102 el único de esa zona por entonces conocido. Sin embargo, dado que el ancho de banda en dirección a la tierra no era muy bueno, se decidió dar prioridad a los preparativos para sobrevolar Plutón.
Hubiera sido posible que la nave espacial New Horizons investigara el 2011 HM102, los únicos troyanos L5 de Neptuno descubiertos en 2014, detectados por New Horizons, cuando pasaron por esta región del espacio en ruta a Plutón. Sin embargo, New Horizons puede no haber tenido suficiente ancho de banda de enlace descendente, por lo que se decidió dar prioridad a los preparativos para el vuelo de Plutón.

## Descubrimiento y exploración
En 2001 se descubrió el primer troyano de Neptuno, 2001 QR322, en la zona del punto lagrangiano L4, el quinto almacén conocido más poblado de asteroides estables en el Sistema Solar. En 2005, el descubrimiento de 2005 TN53 en una órbita de alta inclinación (> 25°) fue significativo, ya que sugirió una "gruesa" nube de troyanos (Júpiter tiene troyanos con órbitas con inclinaciones de hasta 40°), lo cual es indicativo de la captura por congelación del movimiento en lugar de la formación in situ por colisión. Se sospecha que los troyanos de Neptuno "grandes" (radio ≈ 100 km) podrían superar proporcionalmente al número de troyanos "grandes" de Júpiter.
En agosto de 2010, se anunció el descubrimiento del primer troyano de Neptuno situado en L5, 2008 LC18. La región alrededor del punto de Lagrange L5 de Neptuno es actualmente muy difícil de observar porque se encuentra a lo largo de la visual que lleva hacia el centro de la Vía Láctea, una zona del cielo llena de estrellas. El 2008 LC18 fue descubierto mediante una búsqueda muy detallada que escaneaba regiones donde la luz de las estrella cercanas al centro de la Vía Láctea está oscurecida por nubes de polvo. Esto sugiere que los grandes troyanos en L5 en Neptuno son tan comunes como los de L4, salvando la incertidumbre que puedan aportar los distintos modelos sobre sus orígenes.
Ninguno de los troyanos de Neptuno ha sido visitado por ninguna misión espacial, aunque pudo haberlo sido por la New Horizons. En 2014, la nave espacial New Horizons atravesó la región del espacio próxima al punto de Lagrange L5 de Neptuno en su camino a Plutón, En esos momentos, algunos de las nubes de polvo que oscurecían el centro de la galaxia se encontraban a lo largo del camino que debía seguir la "New Horizons", lo cual permitía detectar los objetos que la nave pudiera fotografiar 2011 HM102 (el único de esa zona por entonces conocido) a una distancia de 1,2 UA. Sin embargo, dado que el ancho de banda en dirección a la tierra no era muy bueno, se decidió dar prioridad a los preparativos para sobrevolar Plutón.

## Dinámica y origen

Una animación mostrando el camino de seis troyanos de Neptuno (L4) durante un periodo igual al periodo orbital de Neptuno. Neptuno se considera estacionario. (Pulsar para ver.)

Las órbitas de los troyanos de Neptuno son muy estables; Neptuno puede haber retenido más del 50% de la población original de troyanos existente en el principio del sistema solar. El punto lagrangiano L5 puede albergar troyanos estables tan bien como el punto L4. Los troyanos de Neptuno pueden separarse hasta 30° desde sus puntos lagrangianos asociados con un período de 10 000 años. Los que consiguen escapar de la influencia del punto lagrangiano entran en órbitas similares a las de los centauros. Aunque Neptuno no puede actualmente atraer a los troyanos estables, aproximadamente el 2,8% de los centauros dentro de 34 UA se prevé que sean coorbitales de Neptuno. De estos, el 54% estaría en órbitas de herradura, el 10% serían cuasisatélites y el 36% serían troyanos (repartidos uniformemente entre los puntos lagrangianos L4 y L5.
Los inesperados troyanos de alta inclinación son la clave para comprender el origen y la evolución de la población en su conjunto. La existencia de troyanos de Neptuno de alta inclinación apunta a una captura durante la migración planetaria en lugar de formación "in situ" o por colisión. El número estimado de los troyanos grandes igual de grande para los situados en L5 y en L4 indica que no hubo arrastre de gas durante la captura y apunta a un mecanismo de captura común para todos los troyanos de Neptuno. La captura de troyanos de Neptuno durante una migración del planeta se produce a través de proceso similar a la captura caótica de troyanos de Júpiter en el modelo de Niza. Cuando Urano y Neptuno están cerca, pero no en una resonancia del movimiento medio diario, el período en el que la situación de Urano pasa sobre Neptuno puede resonar con el periodo de libración de los troyanos de Neptuno. Esto resulta en perturbaciones repetidas que aumentan la posibilidad de liberación de los troyanos existentes causando que sus órbitas se vuelvan inestables. Este proceso es reversible permitiendo que nuevos troyanos sean capturados cuando la migración planetaria continúa. Para que los troyanos de alta inclinación sean capturados, la migración debe haber sido lenta, o sus inclinaciones deben haber sido adquiridas previamente.
tan

## Colores
Los primeros cuatro troyanos de Neptuno descubiertos tienen colores similares. Son modestamente rojos, ligeramente más rojos que los objetos grises del cinturón de Kuiper, pero no tan extremadamente rojos como el que se puede observar de los cubewanos cerca de su perihelio. Es algo similar a lo que ocurre con la distribución de colores de los centauros, los troyanos de Júpiter, los satélites irregulares de los gigantes gaseosos y, probablemente, los cometas, lo cual es compatible con un origen similar para todos estos objetos menores del Sistema Solar.
Los troyanos de Neptuno son demasiado débiles para observar de forma eficiente espectroscópicamente con la tecnología actual, lo que significa que hay una gran variedad de composiciones superficiales que son compatibles con los colores.

## Miembros
La cantidad de objetos de alta inclinación en una muestra tan pequeña, en la que se conocen relativamente menos troyanos de Neptuno de alta inclinación debido a sesgos observacionales, implica que los troyanos de este tipo pueden superar significativamente a los troyanos de baja inclinación. Se estima que la proporción de troyanos de Neptuno de alta a baja inclinación es de aproximadamente 4: 1. Suponiendo albedos de 0,05, se esperan unos 400 troyanos (± 200) troyanos de Neptuno con un radio por encima de 40 km en la zona del punto lagrangiano L4. Esto indicaría que los troyanos grandes de Neptuno son entre 5 y 20 veces más abundantes que los troyanos de Júpiter (dependiendo de sus albedos). Puede haber relativamente menos troyanos de Neptuno más pequeños, lo que podría ser debido a que estos fragmentan más fácilmente. Se estima que los troyanos grandes en L5 son tan comunes como los troyanos grandes en L4.
2001 QR322 y 2008 LC18 dan muestras de una significativa inestabilidad dinámica. Esto significa que podrían haberse capturado durante la migración planetaria, pero también puede ser un miembro a largo plazo que no es perfectamente dinámicamente estable.
Actualmente se conocen diecisiete troyanos de Neptuno, de los cuales trece orbitan cerca del punto lagrangiano L4 (adelantado 60° a Neptuno) y cuatro orbitan cerca del punto lagrangiano L5 (atrasado 60° respecto a Neptuno). Además existe un elemento situado cerca del punto L3 (opuesto al sol, respecto a Neptuno) pero su situación está variando entre L4 y L5, por lo que La Unión Astronómica Internacional no lo incluye entre los troyanos de Neptuno.
| Nombre             | Designación provisional | Punto de Lagrange | Perihelio (AU) | Afelio (AU) | Inclinación (°) | Magnitud absoluta | Diámetro (km) | Año de identificación | Notas |
| ------------------ | ----------------------- | ----------------- | -------------- | ----------- | --------------- | ----------------- | ------------- | --------------------- | --- |
| ---                | 2001 QR322              | L4                | 29,404         | 31,011      | 1,3             | 8,2               | ~140          | 2001                  | Primer troyano de Neptuno descubierto                                                                    |
| (385571) Otrera    | 2004 UP10               | L4                | 29,318         | 30,942      | 1,4             | 8,8               | ~100          | 2004                  | |
| ---                | 2005 TN53               | L4                | 28,092         | 32,162      | 25,0            | 9,0               | ~80           | 2005                  | Primer troyano de alta inclinación descubierto                                                           |
| (385695) 2005 TO74 | 2005 TO74               | L4                | 28,469         | 31,771      | 5,3             | 8,5               | ~100          | 2005                  | |
| ---                | 2006 RJ103              | L4                | 29,077         | 31,014      | 8,2             | 7,5               | ~180          | 2006                  | |
| ---                | 2007 VL305              | L4                | 28,130         | 32,028      | 28,1            | 8,0               | ~160          | 2007                  | |
| ---                | 2008 LC18               | L5                | 27,365         | 32,479      | 27,6            | 8,4               | ~100          | 2008                  | Primer trojano de Neptuno descubierto en L5                                                              |
| ---                | 2004 KV18               | L5                | 24,553         | 35,851      | 13,6            | 8,9               | 56            | 2011                  | Troyano de Neptuno temporal                                                                              |
| (316179) 2010 EN65 | 2010 EN65               | L3                | 21,109         | 40,613      | 19,2            | 6,9               | ~200          |                       | No es un verdadero troyano, sino un Jumping trojan, un troyano que está saltando desde el punto L4 al L5 |
| ---                | 2010 TS191              | L4                | 28,608         | 31,253      | 6,6             | 8,1               | ~120          | 2016                  | Anunciado el 31/05/2016                                                                                  |
| ---                | 2010 TT191              | L4                | 27,913         | 32,189      | 4,3             | 8,0               | ~130          | 2016                  | Anunciado el 31/05/2016                                                                                  |
| ---                | 2011 HM102              | L5                | 27,662         | 32,455      | 29,4            | 8,1               | 90–180        | 2012                  | |
| ---                | 2011 SO277              | L4                | 29,622         | 30,503      | 9,6             | 7,7               | ~140          | 2016                  | Anunciado el 31/05/2016                                                                                  |
| ---                | 2011 WG157              | L4                | 29,064         | 30,878      | 22,3            | 7,1               | ~170          | 2016                  | Anunciado el 31/05/2016                                                                                  |
| ---                | 2012 UV177              | L4                | 27,806         | 32,259      | 20,8            | 9,2               | ~80           |                       | |
| ---                | 2013 KY18               | L5                | 26,598         | 33,873      | 6,7             | 6,8               | ~200          | 2016                  | Anunciado el 31/05/2016; estabilidad no confirmada                                                       |
| ---                | 2014 QO441              | L4                | 26,961         | 33,215      | 18,8            | 8,2               | ~130          |                       | El más excéntrico troyano de Neptuno estable                                                             |
| ---                | 2014 QP441              | L4                | 28,022         | 32,110      | 19,4            | 9,1               | ~90           |                       | |

En el momento de su descubrimiento se pensó que 2005 TN74 y (309239) 2007 RW10 eran troyanos de Neptuno, pero observaciones adicionales han confirmado que no lo son. 2005 TN74 es considerado actualmente como un TNO en resonancia 3:5 con Neptuno. (309239) 2007 RW10 está actualmente siguiendo un bucle de cuasisatélite alrededor de Neptuno.